# 洪武
洪武（1368年1月23日—1398年）是明太祖朱元璋在位期間的年號，也是明朝的第一个年號。
吴二年正月四日（1368年1月23日），朱元璋在应天府登基稱帝，國號「大明」，建元洪武。洪武年间全国没有战乱，社会迅速从元末的战乱中恢复，人口迅速增加，经济快速发展，史称洪武之治。
自明太祖朱元璋开始形成惯例，皇帝在位時只使用一個年號（明英宗因退位後又復辟，有兩個年號，其餘均使用一个年号），參見一世一元制。
洪武三十一年闰五月初十日（1398年6月24日），明太祖朱元璋駕崩。闰五月十六日皇太孙朱允炆即位，是为建文帝，翌年改元建文。
建文四年六月十八日（1402年7月18日），通过靖难之役篡位即皇帝位的明成祖朱棣废除建文年号，改称洪武三十五年，翌年改元永乐，夏燮《明通鑑》考異認為從朱棣在建文元年（1399年）北京起兵開始其征伐地区復稱洪武年號，靖難之役後下令全國復用洪武年號。
南明隆武元年八月初三（1645年9月22日），靖江王朱亨嘉自称监国时，一说紀年用洪武二百八十七年（应为二百七十八年）。

## 改元
- 吳二年一一正月初四日，改元為洪武元年。
- 洪武三十二年一一正月初一日，改元為建文元年。
- 建文四年一一六月十八日，停用建文年號，改為洪武三十五年。
- 洪武三十六年一一正月初一日，改元為永樂元年。

## 公元紀年對照表
| 洪武 | 元年   | 2年    | 3年    | 4年    | 5年    | 6年    | 7年    | 8年    | 9年    | 10年   |
| ---- | ------ | ------ | ------ | ------ | ------ | ------ | ------ | ------ | ------ | ------ |
| 公元 | 1368年 | 1369年 | 1370年 | 1371年 | 1372年 | 1373年 | 1374年 | 1375年 | 1376年 | 1377年 |
| 干支 | 戊申   | 己酉   | 庚戌   | 辛亥   | 壬子   | 癸丑   | 甲寅   | 乙卯   | 丙辰   | 丁巳   |
| 洪武 | 11年   | 12年   | 13年   | 14年   | 15年   | 16年   | 17年   | 18年   | 19年   | 20年   |
| 公元 | 1378年 | 1379年 | 1380年 | 1381年 | 1382年 | 1383年 | 1384年 | 1385年 | 1386年 | 1387年 |
| 干支 | 戊午   | 己未   | 庚申   | 辛酉   | 壬戌   | 癸亥   | 甲子   | 乙丑   | 丙寅   | 丁卯   |
| 洪武 | 21年   | 22年   | 23年   | 24年   | 25年   | 26年   | 27年   | 28年   | 29年   | 30年   |
| 公元 | 1388年 | 1389年 | 1390年 | 1391年 | 1392年 | 1393年 | 1394年 | 1395年 | 1396年 | 1397年 |
| 干支 | 戊辰   | 己巳   | 庚午   | 辛未   | 壬申   | 癸酉   | 甲戌   | 乙亥   | 丙子   | 丁丑   |
| 洪武 | 31年   | 32年   | 33年   | 34年   | 35年   |        |        |        |        |        |
| 公元 | 1398年 | 1399年 | 1400年 | 1401年 | 1402年 |        |        |        |        |        |
| 干支 | 戊寅   | 己卯   | 庚辰   | 辛巳   | 壬午   |        |        |        |        |        |

## 同期存在的其他政权年号
- 中國
  - 元朝/北元
    - 至正（1341年－1370年）：元顺帝妥懽貼睦爾之年号
    - 宣光（1371年－1379年）：元昭宗愛猷識里達臘之年號
    - 天元（1379年－1387年）：元益王脫古思帖木兒之年號

  - 明夏
    - 开熙（1367年－1371年）：明升之年號

  - 明朝時期
    - 天定（1386年）：彭玉琳之年號
    - 龙凤（1386年）：田九成之年号
- 越南 
  - 陳朝
    - 大治（1358年－1368年）：陳裕宗陳暭之年號
    - 大定（1369年）：楊日禮之年號
    - 紹慶（1370年－1372年）：陳藝宗陳旺之年號
    - 隆慶（1373年－1377年）：陳睿宗陳曔之年號
    - 昌符（1377年－1387年）：陳廢帝陳晛之年號
    - 光泰（1388年－1398年）：陳順宗陳顒之年號
    - 建新（1398年－1400年）：陳少帝之年號
- 日本
  - 南朝
    - 正平（1347年－1370年）：后村上天皇与长庆天皇之年号
    - 建德（1370年－1372年）：长庆天皇之年号
    - 文中（1372年－1375年）：长庆天皇之年号
    - 天授（1375年－1381年）：長慶天皇之年號
    - 弘和（1381年－1384年）：長慶天皇、後龜山天皇之年號
    - 元中（1384年－1392年）：後龜山天皇之年號

  - 北朝
    - 貞治（1362年－1368年）：後光嚴天皇之年號
    - 應安（1368年－1375年）：後光嚴天皇與後圓融天皇之年號
    - 永和（1375年－1379年）：後圓融天皇之年號
    - 康曆（1379年－1381年）：後圓融天皇之年號
    - 永德（1381年－1384年）：後圓融天皇與後小松天皇之年號
    - 至德（1384年－1387年）：後小松天皇之年號
    - 嘉慶（1387年－1389年）：後小松天皇之年號
    - 康應（1389年－1390年）：後小松天皇之年號
    - 明德（1390年－1394年）：後小松天皇之年號

  - 明德統一以後
    - 應永（1394年－1428年）：后小松天皇、稱光天皇之年號

## 深入閱讀
- 李崇智. . 北京: 中華書局. 2004年12月. ISBN 7101025129.
- 鄧洪波. . 臺北: 國立臺灣大學東亞經典與文化研究計劃. 2005年3月  [2021-11-26]. ISBN 9789860005189. （原始内容 (pdf)存档于2007-08-25）.

## 參见
- 中国年号列表
- 明朝年號列表
- 洪武 (消歧義)

| 前一年號： 西吴：吴 元朝：至正 | 明朝年号 1368年－1398年 | 下一年號： 建文 |